# Mário de Carvalho (football)
Pour les articles homonymes, voir Mário de Carvalho (homonymie) et Carvalho.
Mário de Carvalho est un footballeur portugais né le 15 mars 1905 à Lisbonne et mort à une date inconnue. Il évoluait au poste d'attaquant.

## Biographie

### En club
Durant toute sa carrière, Mário de Carvalho est joueur du Benfica Lisbonne,.
A une époque où la première division portugaise actuelle dans son format actuel n'existait pas, les clubs portugais disputent leur championnat régional ainsi qu'un Championnat du Portugal dont le format se rapproche beaucoup de l'actuelle Coupe du Portugal. Avec Benfica, Mário de Carvalho remporte en 1930 l'édition du Championnat national.

### En équipe nationale
International portugais, il reçoit deux sélections dans le cadre d'amicaux en équipe du Portugal.
Le 17 mai 1925, il joue contre l'Espagne (défaite 0-2 à Lisbonne).
Le 18 juin 1925, il dispute un match contre l'Italie (victoire 1-0 à Lisbonne). 

## Palmarès
Benfica Lisbonne
- Championnat du Portugal (1) :
  - Champion : 1929-30.